# Piresia
Piresia és un gènere de plantes de la família de les poàcies, ordre de les poals, subclasse de les commelínides, classe de les liliòpsides, divisió dels magnoliofitins.

## Taxonomia
- Piresia leptophylla Soderstr.
- Piresia goeldii Swallen
- Piresia macrophylla Soderstr.
- Piresia sympodica (Döll) Swallen